# Oak Hills (comté de San Bernardino, Californie)
Pour les articles homonymes, voir Oak Hills.
Oak Hills est une census-designated place du comté de San Bernardino, dans l'État de Californie, aux États-Unis,. En 2020, elle compte une population de 9 450 habitants.